# Besham
Besham (tiếng Pashto: بشام; tên gọi khác là Besham Qala) là tên của một thị trấn lớn nhất và còn là một trung tâm thương mại của huyện Shangla ở tỉnh Khyber-Pakhtunkhwa của Pakistan. Hầu hết cư dân sinh sống ở đây thường là người Pashtun và ngôn ngữ là tiếng Pashto.
Những cửa hàng của thị trấn này vẫn luôn mở cửa 24 giờ một ngày bởi vì nó nằm trên con đường tơ lụa nổi tiếng tại vị trí nối Pakistan với Trung Quốc. Các cửa hàng này rất nổi tiếng với người Trung Quốc. Vào mùa hè, thị trấn nhỏ này là trung tâm du lịch trong nước và quốc tế bởi vì các du khách chủ yếu sử dụng con đường này để đến vùng phía bắc của Pakistan.
Thị trấn này có một bệnh viện bình dân. Ngoài ra, vì vị trí quan trọng của thị trấn này nên có rất nhiều tổ chức chính phủ và phi chính phủ đặt văn phòng tại đây.
Một tổ chức phát triển xã hội tên là ISWDO (tiếng Anh: Indus Social and Development Organization) là một trong những tổ chức đặt trụ sở chính tại đây. Tổ chức này đang nỗ lực cho để đời sống người của Shangla và Kohistan phát triển từ năm 2001.
Thị trấn Besham được xem là một trung tâm giáo dục bởi vì có nhiều học sinh, sinh viên từ các vùng lân cận đến học ở đây. Và tiêu chuẩn của trường thì rất cao và các cuộc thi thì rất cạnh tranh.

## Du lịch
Mặc dù thị trấn này có rất nhiều nơi để tham quan và rất nhiều cảnh đẹp. Tuy nhiên, nó không nổi tiếng với những du khách bởi cơ sở hạ tầng ở đây kém phát triển. Những khách du lịch đi đến Hunza và Gilgit bằng xa lộ Karakoram và đường bị đóng cửa do tuyết rơi dày thì họ phải đi qua thị trấn này. Ngoài ra, thị trấn này có có vài chỗ cho du khách nghỉ ngơi, bao gồm cả chỗ của PTDC (tập đoàn phát triển du lịch của Pakistan; tiếng Anh: Pakistan Tourism Development Corporation)

## Khí hậu
Khí hậu của thị trấn Besham thuộc kiểu khí hậu nhiệt đới ẩm. Nhiệt độ trung bình của nơi đây là 20.7 °C, trong khi lượng mưa trung bình hằng năm là 842 mm. thập chí trong những tháng mùa khô, lượng mưa ở đây cao khi so với những nơi khác. Tháng 11 là tháng khô hạn nhất với lượng mưa là 18 mm. Trong khi tháng 8 là tháng có mưa nhiều nhất, lượng mưa trung bình là 138 mm.
Tháng 6 là tháng nóng nhất với nhiệt độ trung bình là 30,6 °C. Tháng lạnh nhất là tháng 1, với nhiệt độ trung bình là 8,9 °C.
| Dữ liệu khí hậu của Besham        | Dữ liệu khí hậu của Besham | Dữ liệu khí hậu của Besham | Dữ liệu khí hậu của Besham | Dữ liệu khí hậu của Besham | Dữ liệu khí hậu của Besham | Dữ liệu khí hậu của Besham | Dữ liệu khí hậu của Besham | Dữ liệu khí hậu của Besham | Dữ liệu khí hậu của Besham | Dữ liệu khí hậu của Besham | Dữ liệu khí hậu của Besham | Dữ liệu khí hậu của Besham | Dữ liệu khí hậu của Besham |
| Tháng                             | 1                          | 2                          | 3                          | 4                          | 5                          | 6                          | 7                          | 8                          | 9                          | 10                         | 11                         | 12                         | Năm                        |
| --------------------------------- | -------------------------- | -------------------------- | -------------------------- | -------------------------- | -------------------------- | -------------------------- | -------------------------- | -------------------------- | -------------------------- | -------------------------- | -------------------------- | -------------------------- | -------------------------- |
| Trung bình ngày tối đa °C (°F)    | 14.9 (58.8)                | 17.5 (63.5)                | 22.5 (72.5)                | 27.6 (81.7)                | 33.3 (91.9)                | 38.4 (101.1)               | 36.9 (98.4)                | 35.2 (95.4)                | 33.8 (92.8)                | 29.6 (85.3)                | 23.6 (74.5)                | 17.2 (63.0)                | 27.5 (81.6)                |
| Trung bình ngày °C (°F)           | 8.9 (48.0)                 | 11.5 (52.7)                | 16.0 (60.8)                | 20.8 (69.4)                | 25.9 (78.6)                | 30.6 (87.1)                | 30.4 (86.7)                | 29.1 (84.4)                | 26.8 (80.2)                | 21.6 (70.9)                | 15.8 (60.4)                | 10.7 (51.3)                | 20.7 (69.2)                |
| Tối thiểu trung bình ngày °C (°F) | 3.0 (37.4)                 | 5.6 (42.1)                 | 9.6 (49.3)                 | 14.1 (57.4)                | 18.5 (65.3)                | 22.9 (73.2)                | 23.9 (75.0)                | 23.1 (73.6)                | 19.9 (67.8)                | 13.7 (56.7)                | 8.1 (46.6)                 | 4.2 (39.6)                 | 13.9 (57.0)                |
| Nguồn: Climate-Data.org           |                            |                            |                            |                            |                            |                            |                            |                            |                            |                            |                            |                            |                            |